# جحيم (فلم 2005)
جحيم (بالفرنسية: L'Enfer) هو فيلم دراما أُصدر في 2005. الفيلم من إخراج دانيس تانوفيتش، أما السيناريو فكان من كتابة كريستوف كيشلوفسكي، وكرزيستوف بيسيويتش ‏.

## القصة
تقع أحداث الفيلم في باريس.

## طاقم التمثيل
- إيمانويلي بيرت
  - جان لويس برشلونه  [لغات أخرى]‏
  - كانديد سانشيز  [لغات أخرى]‏
  - فرانسواز بيرتن
  - دومينيك ريمون
  - سيرج هنري فالكه  [لغات أخرى]‏
  - اوليفييه كلافري  [لغات أخرى]‏
  - Patrick Paroux  [لغات أخرى]‏
  - Emmanuelle Cosso-Merad  [لغات أخرى]‏
  - إريك النجار  [لغات أخرى]‏
  - Esther Gorintin  [لغات أخرى]‏
  - جورج سياتدس  [لغات أخرى]‏
  - جاك القمار
  - كارول بوكيه
  - كارين فيلار
  - ماري جالان
  - Gaëlle Bona  [لغات أخرى]‏
  - ميكي مانوجلافوك
  - جان روشفور
  - جاك بيرين
  - مريم أبو ديفوار
  - غيوم كاني
  - Charlotte Poutrel  [لغات أخرى]‏

## وصلات خارجية
- جحيم على موقع IMDb (الإنجليزية)
- جحيم على موقع روتن توميتوز (الإنجليزية)
- جحيم على موقع ألو سيني (الفرنسية)
- جحيم على موقع Turner Classic Movies (الإنجليزية)
- جحيم على موقع أول موفي (الإنجليزية)
- جحيم على موقع فيلمافينيتي (الإسبانية)
- جحيم على موقع قاعدة بيانات الفيلم (الإنجليزية)
- جحيم على موقع ليتربوكسد (الإنجليزية)
- جحيم على موقع كينوبويسك (الروسية)